# قائمة إصدارات الطوابع البريدية في عجمان (1973)
هذه قائمة إصدارات الطوابع البريدية في عجمان لعام 1973، أصدرت عدة إصدارات، أبرزها الإصدارات التالية:

## الإصدارات

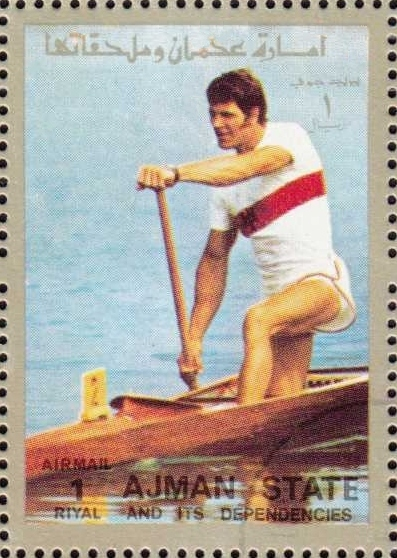
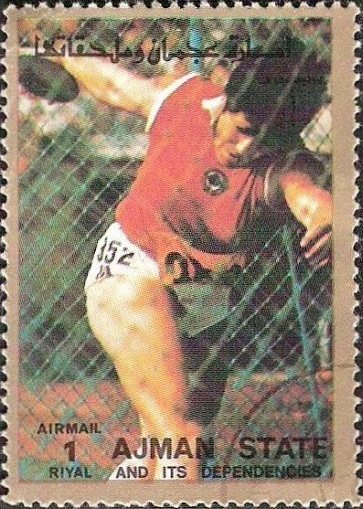
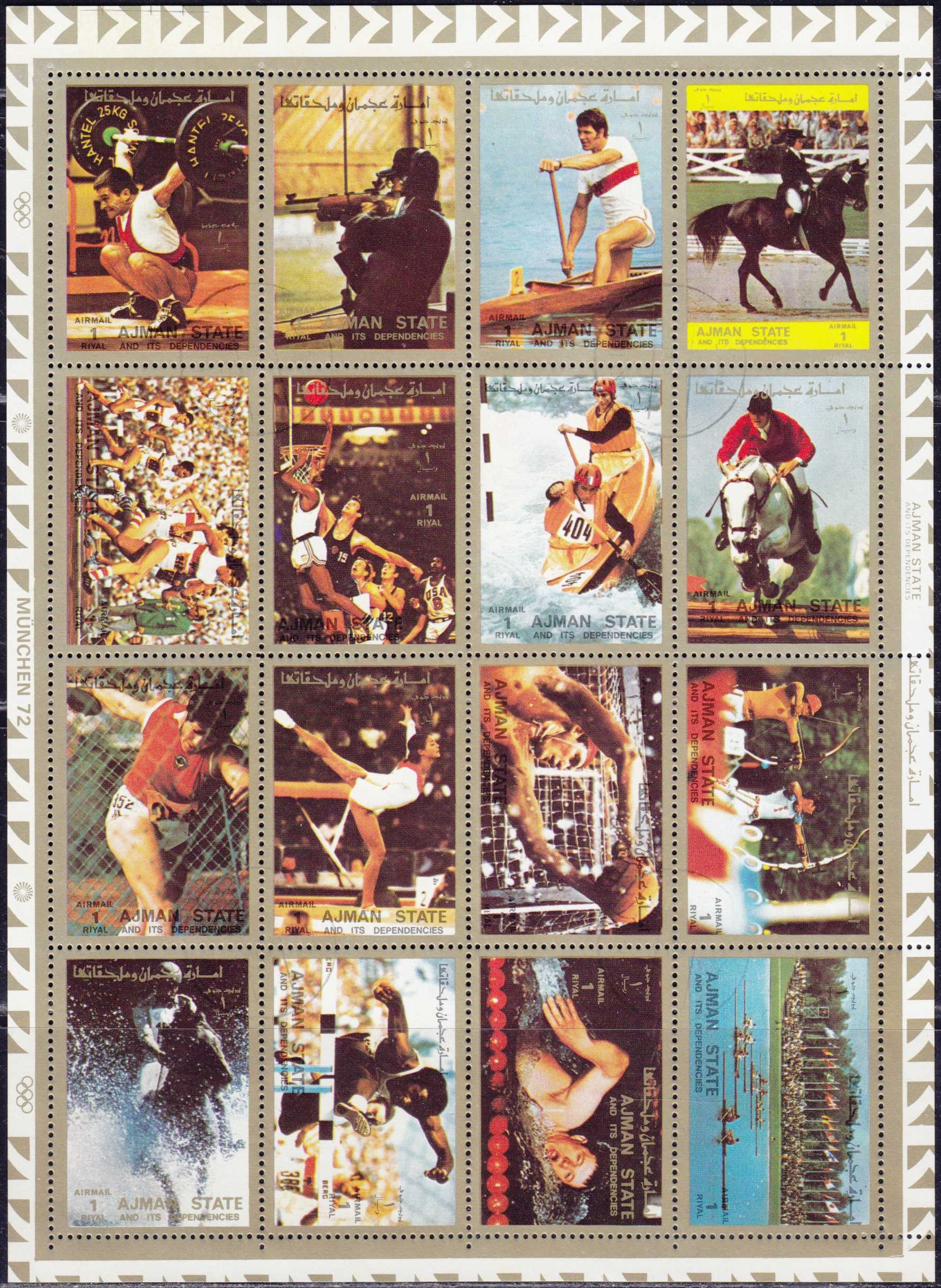
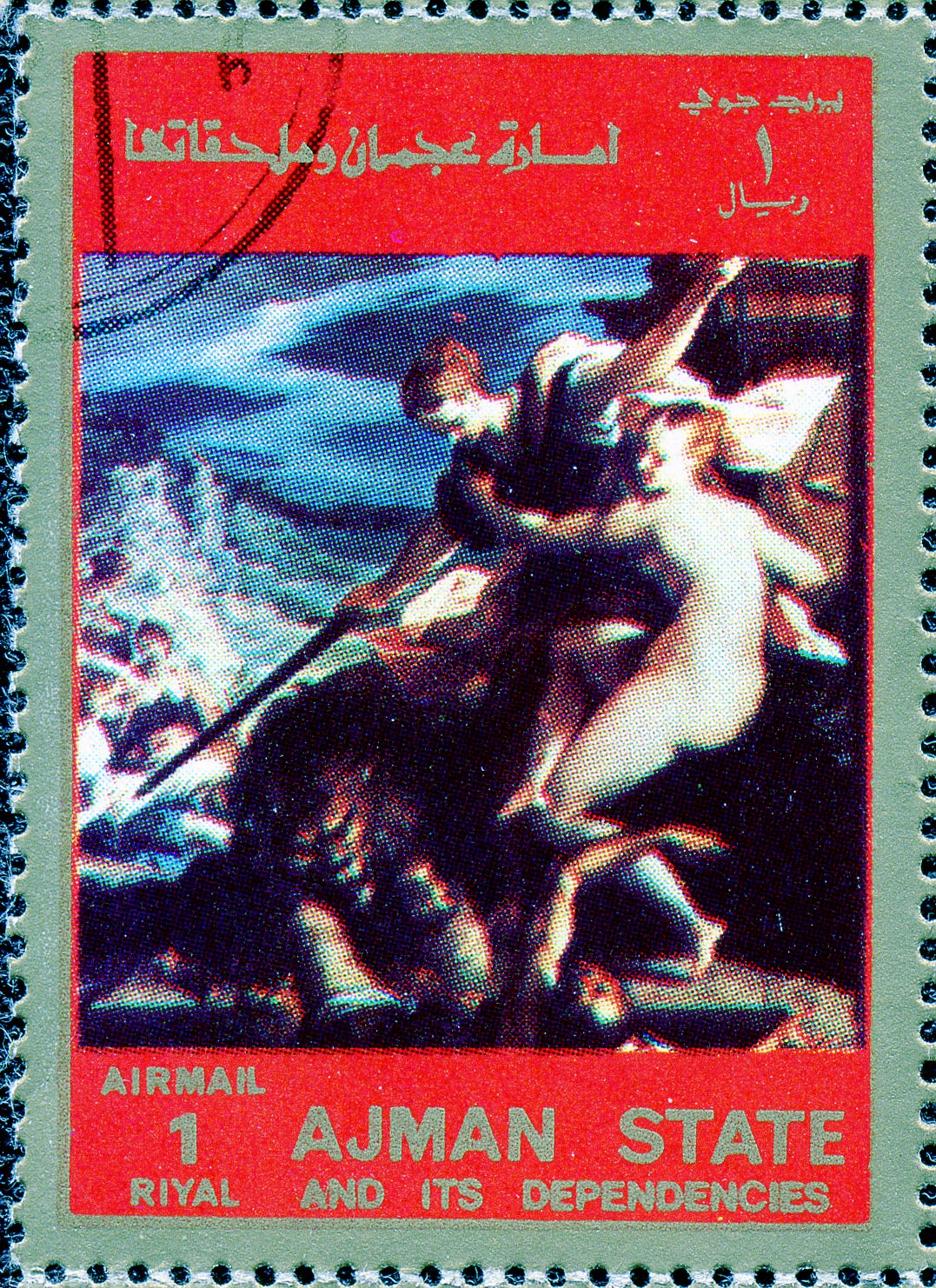
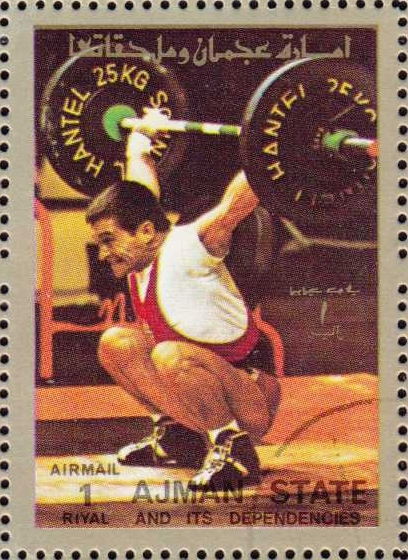